# Låsen (kulle i Antarktis)
Låsen är en kulle i Antarktis. Den ligger i Östantarktis. Norge gör anspråk på området. Toppen på Låsen är 1 638 meter över havet, eller 229 meter över den omgivande terrängen. Bredden vid basen är 5,1 km.
Terrängen runt Låsen är huvudsakligen platt, men den allra närmaste omgivningen är kuperad. Trakten är obefolkad.